# Xã Hall, Quận Bureau, Illinois
Xã Hall (tiếng Anh: Hall Township) là một xã thuộc quận Bureau, tiểu bang Illinois, Hoa Kỳ. Năm 2010, dân số của xã này là 8.300 người.